# بالانانا (بخش)
بالانانا (به لاتین: Bealanana District) یک بخش‌های ماداگاسکار در ماداگاسکار است که در سوفیا (ماداگاسکار) واقع شده‌است. بالانانا ۶٬۵۴۳ کیلومتر مربع مساحت و ۱۰۰٬۷۵۰ نفر جمعیت دارد.